# Saturnalia
Saturnalia là một chi khủng long, được Langer Abdala Richter & Benton mô tả khoa học năm 1999.